# Spinatimonomma birmanense
Spinatimonomma birmanense es una especie de coleóptero de la familia Monommatidae.

## Subespecies
- Spinatimonomma birmanense birmanense (Freude, 1955)

= Monomma birmanense Freude, 1955
- Spinatimonomma birmanense nepalense (Freude, 1993)

= Monomma nepalense Freude, 1993

## Distribución geográfica
Habita en Birmania (Spinatimonomma birmanense birmanense) y Nepal (Spinatimonomma birmanense nepalense).